# Manaf

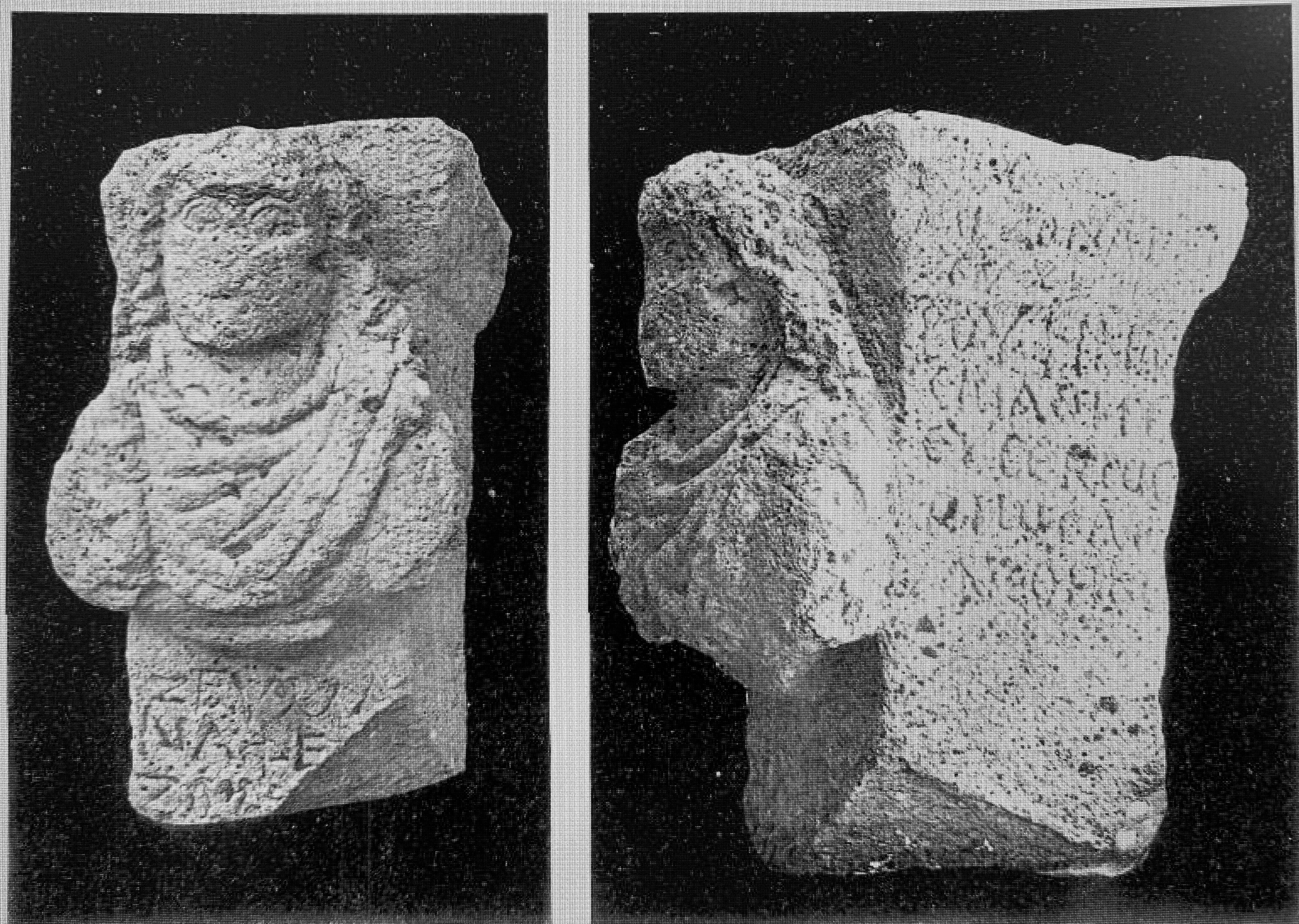
El idolo que representaba Manaf una de las deidades en Meca.

Manaf (en árabe مناف Manāf) era una deidad árabe preislámica.

## Descripción
Los nombres personales que incorporan el nombre de Manaf como 'Abd Manaf muestran que su culto estaba muy extendido entre las tribus de Quraysh , Hudhayl y Tamim. Aunque al-Tabari llama Manaf "una de las mayores deidades de La Meca", muy poca información está disponible sobre el tema. A veces se dice que las mujeres, que normalmente tocaban su ídolo como un símbolo de bendición, se mantuvieron alejadas de él durante la menstruación, pero T. Fahd señala que esta práctica era común a todos los ídolos, según el informe disponible de Ibn Al- Kalbi. El nombre de Manaf se encuentra en las inscripciones de Thamudic , de Safaitic , y de Lihyan, y había altares dedicados a él en Hauran en Levante y en Volubilis en Marruecos.